# Copepoda
I Copèpodi (Copepoda, dal greco antico κώπη, kōpē = remo e πούς, pous = piede) sono un raggruppamento del subphylum Pancrustacea; sono molto piccoli (raramente più lunghi di 1-2 mm) e presenti sia nelle acque marine che in quasi tutti gli habitat dulciacquicoli. Essi rappresentano la più grande fonte di proteine presente negli oceani. Sono i "crostacei" più numerosi come numero di specie dopo i decapodi, e di gran lunga i più numerosi come individui.

## Morfologia

Copepodi di diverse specie. Per la fotografia, il metodo del campo oscuro è stato combinato con la polarizzazione.

I copepodi di solito hanno corpo cilindrico od ovale, con un unico occhio centrale (non sempre presente). Le antenne sono grandi, quelle del primo paio sono molto lunghe e vengono usate per il nuoto. Il torace possiede arti biramificati, l'addome spesso è sottile e non ha appendici. Il corpo termina con alcune appendici o setole terminali.
In molte specie le femmine trasportano le uova fecondate in sacche ovigere (una o due a seconda degli ordini) molto vistose.
Le specie parassite spesso sono talmente modificate in seguito al loro stile di vita da non avere più alcuna somiglianza con i copepodi a vita libera e, spesso, nemmeno a dei crostacei o a degli animali.

## Ecologia
I Copepodi sono esclusivamente acquatici. Questa è però l'unica limitazione: in mare popolano tutti gli habitat, dalle pozze di scogliera alle fosse abissali, e dalle acque polari a quelle equatoriali; popolano poi ambienti dulciacquicoli di diversi tipi, compresi laghi, paludi, sorgenti, acque termali, fiumi e laghi delle grotte, tappeti di muschio, strati di foglie autunnali del sottobosco, acque di fusione dei ghiacciai, pozze piovane formate nelle cavità di piante come le Bromeliacee (fitotelmi).
La maggioranza delle specie sono planctoniche, ma molte sono bentoniche. Costituiscono un anello importantissimo della catena trofica di mari ed oceani.
In maggioranza i Copepodi si nutrono di fitoplancton, soprattutto diatomee. Esistono però numerosissime eccezioni, ad esempio alcuni ordini e famiglie di copepodi (per un totale di circa il 25% delle specie esistenti) sono parassiti di altri animali acquatici.
I popolamenti di questi organismi vengono spesso usati come bioindicatori.

## Importanza per l'uomo
La loro importanza consiste principalmente nel ruolo essenziale che essi hanno come prede in numerosi ecosistemi sia marini che dulcacquicoli consentendo lo sviluppo ed il mantenimento di stock di pesci di importanza commerciale.
A livello sperimentale, è stato avviato dal comune di Bologna un progetto per l'utilizzo dei copepodi nell'eliminazione delle larve di zanzara da alcuni bacini idrici. Secondo Marco Farina, curatore del progetto stesso, l'impiego di questi crostacei ha consentito un abbattimento di dette larve superiore al 90%.

## Sistematica
I Copepodi costituiscono una sottoclasse (per alcuni studiosi una classe) del subphylum dei Crostacei.
Comprendono oltre 2000 generi e almeno 14000 specie, ripartiti in 10 ordini:
- Platycopioida
- Calanoida
- Mormonilloida
- Poecilostomatoida (che alcuni fondono con Cyclopoida)
- Siphonostomatoida
- Misophrioida
- Cyclopoida
- Monstrilloida
- Harpacticoida
- Gelyelloida

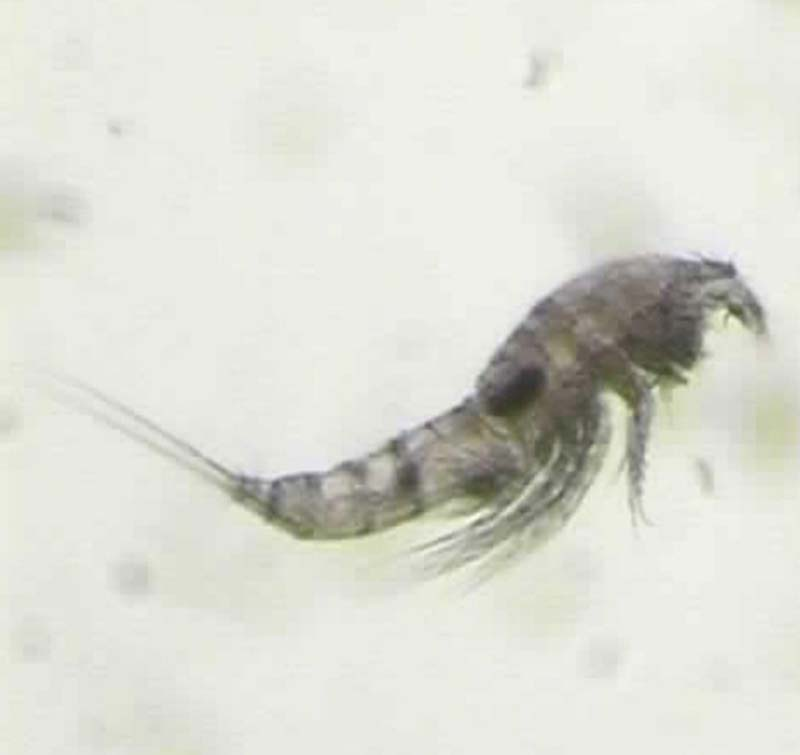
Copepode dell'ordine Harpacticoida
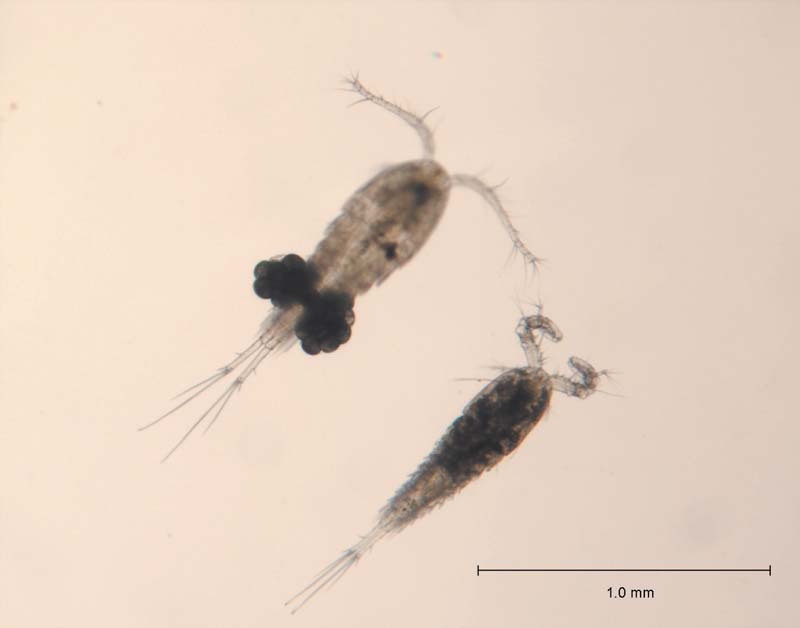
Cylops, copepode dell'ordine Cyclopoida, notare nella femmina in alto i due sacchi ovigeri
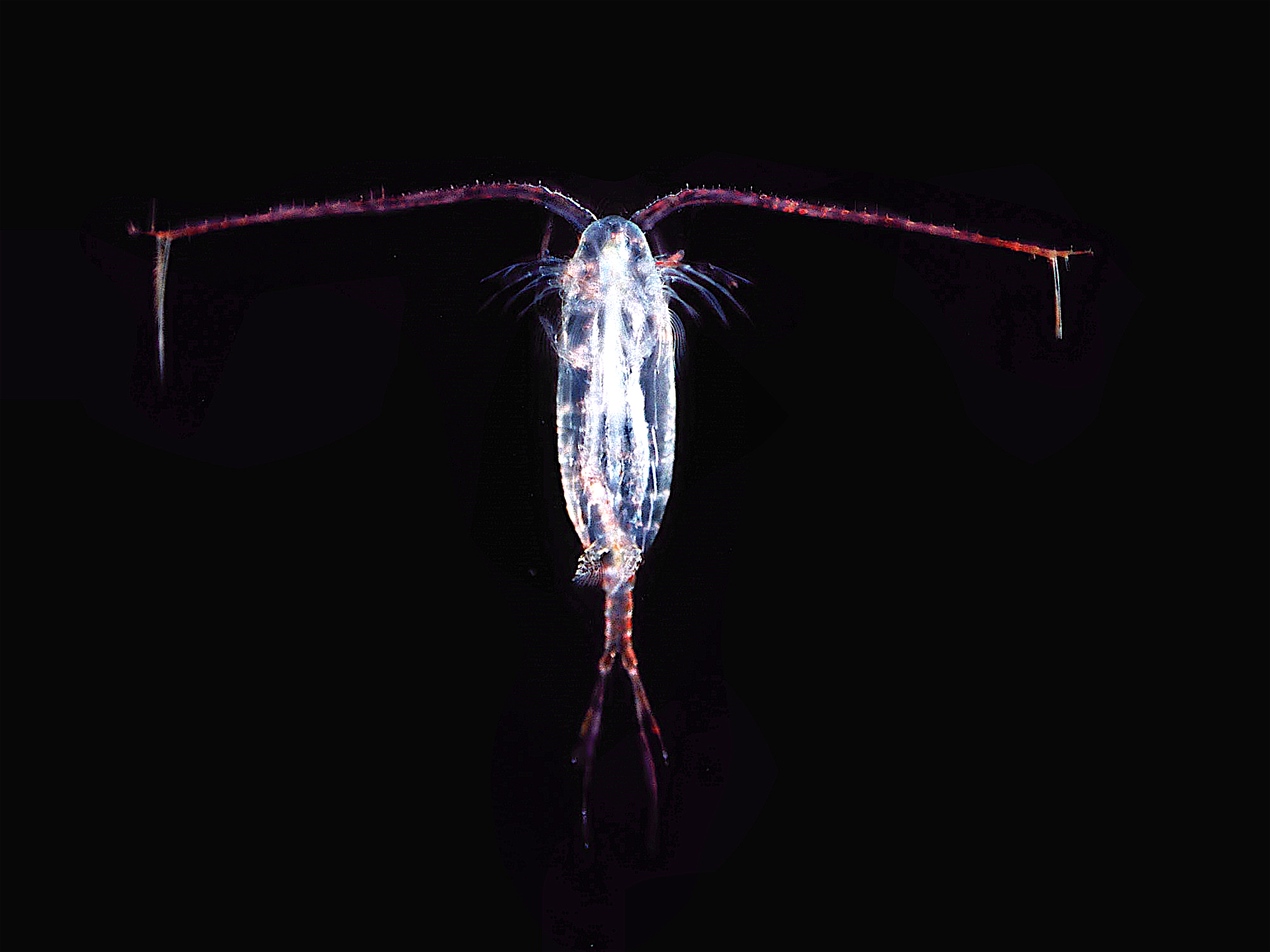
Copepode dell'ordine Calanoida
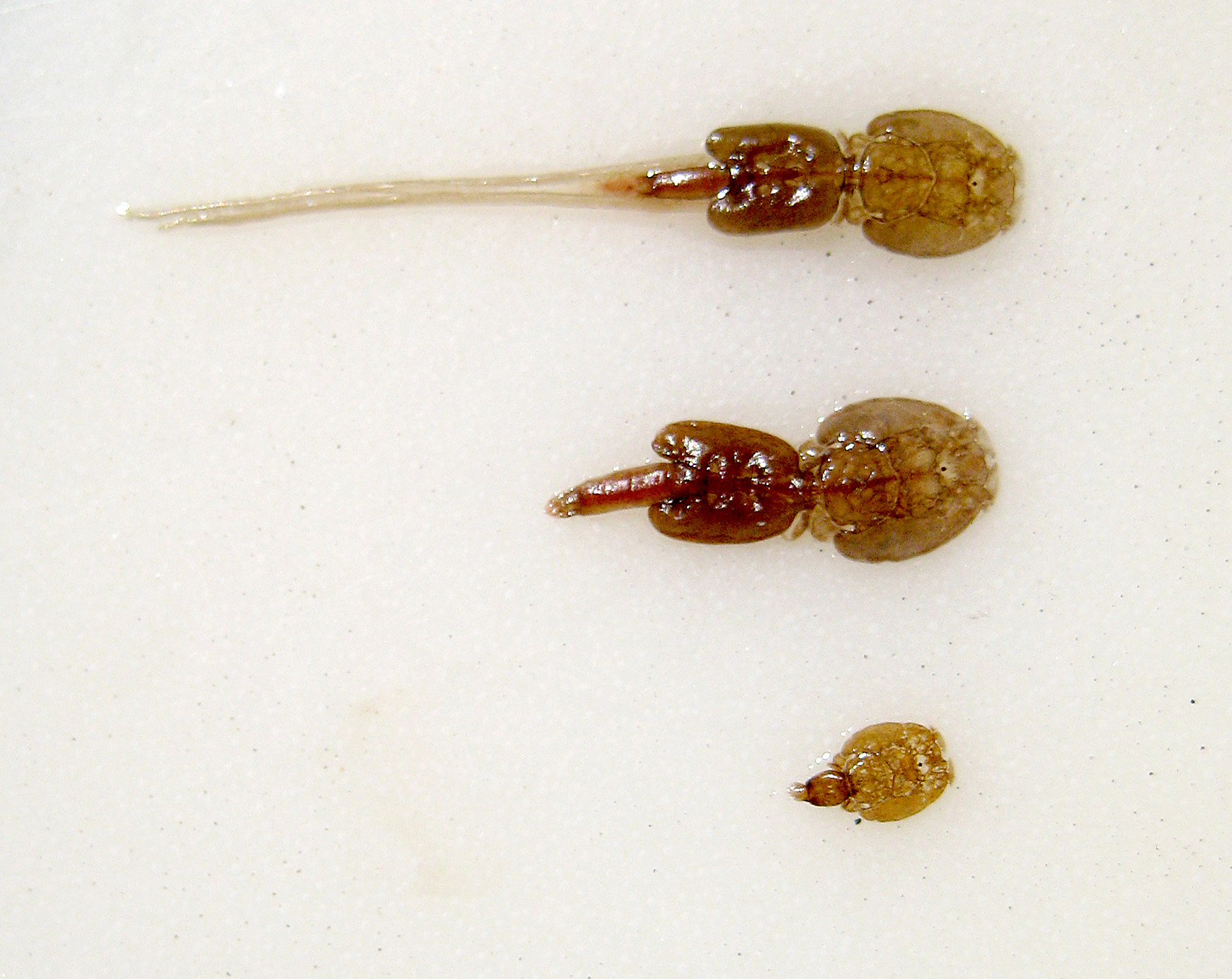
Lepeophtheirus salmonis, copepode parassita del salmone in vari stadi vitali
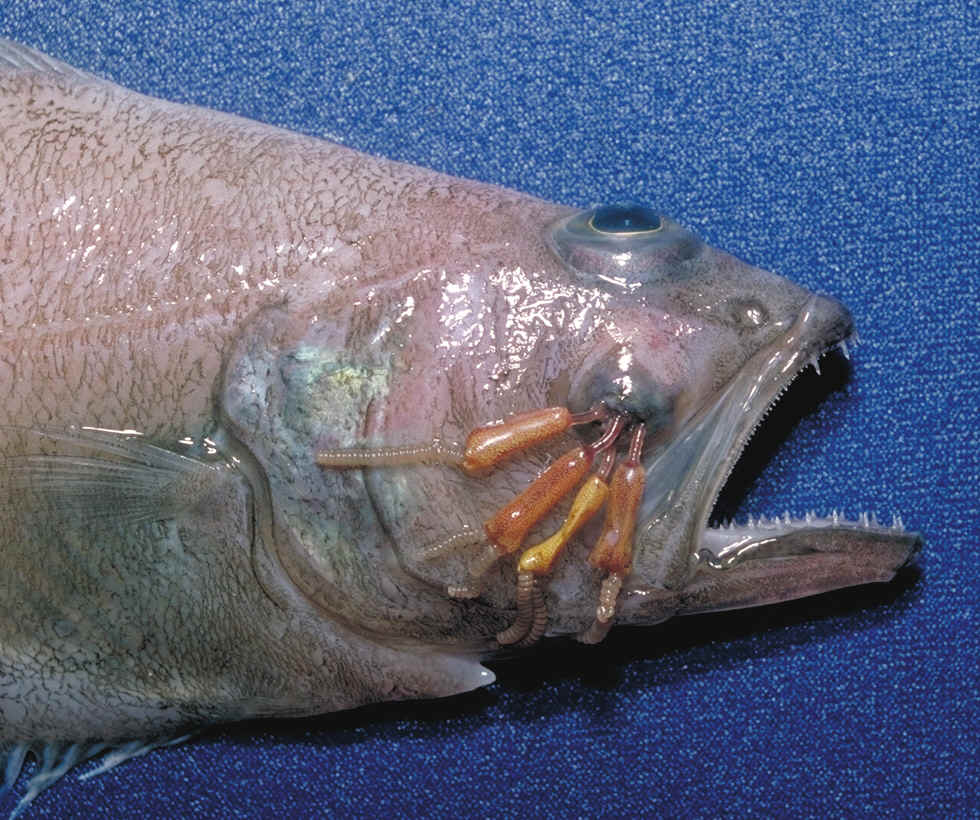
Copepodi parassiti sull'occhio di un pesce piatto